# فدراسیون بسکتبال روسیه
فدراسیون بسکتبال روسیه (روسی: Российская Федерация Баскетбола) نهاد اداره کننده ورزش بسکتبال در کشور روسیه است. این فدراسیون که در سال ۱۹۹۱ تاسیس شده مقر آن در شهر مسکو قرار دارد.